# Manoir de Saint-Fiacre
Le manoir de Saint-Fiacre est un édifice situé à Malansac en France.

## Localisation
Le manoir est situé sur le territoire de la commune de Malansac, au lieu-dit Saint-Fiacre, dans le département du Morbihan en région Bretagne.

## Description
Le manoir date du XVIIIe siècle. Édifice à un étage carré, étage en surcroît, élévation à travées, construit en moellons de granite. Toiture à longs pans recouverte d'ardoises, pignon couvert, croupe. Escalier droit de distribution extérieur. La ferme date du XIXe siècle.

## Historique
Le manoir est inscrit à l'inventaire général du patrimoine culturel.